# Vocal semitancada
Una vocal semitancada (també vocal mitjana-tancada o vocal mitjana alta') és un tipus de so de vocal usat en algunes llengües parlades. La característica definitòria d'una vocal semitancada és que la llengua es posiciona a dos terços del camí entre una vocal tancada i una vocal mitjana. Les vocals semitancades que tenen símbols dedicats a l'Alfabet Fonètic Internacional (AFI) són:
- Vocal semitancada anterior no arrodonida [e]
- Vocal semitancada anterior arrodonida [ø]
- Vocal semitancada central no arrodonida [ɘ] (les publicacions més antigues poden usar [ë] en canvi)
- Vocal semitancada central arrodonidal [ɵ] (les publicacions més antigues poden usar [ö] en canvi)
- Vocal semitancada posterior no arrodonida [ɤ]
- Vocal semitancada posterior arrodonida [o]

També hi ha vocals semiobertes que no tenen símbols dedicats a l'AFI:
- Vocal semitancada quasianterior no arrodonida [ë], [e̠], [ɪ̞] o [ɘ̟]
- Vocal semitancada quasianterior arrodonida [ø̈], [ø̠], [ʏ̞] o [ɵ̟]
- Vocal semitancada quasiposterior no arrodonida [ɤ̈], [ɤ̟] or [ɘ̠]
- Vocal semitancada quasiposterior arrodonida [ö], [o̟] or [ɵ̠]